# Markus Weeger
Markus Weeger (* 25. September 1991 in Erlangen) ist ein ehemaliger deutscher Skilangläufer.

## Sportliche Karriere
Markus Weeger begann bereits im Alter von vier Jahren mit dem Skilanglauf. Nachdem er anfangs in Erlangen und der Oberpfalz trainierte, wechselte er aufgrund seiner größere sportlichen Ambitionen 2007 nach Oberstdorf auf das dortige Skiinternat. 2009 wurde Weeger in die Sportförderung der Bundeswehr aufgenommen.
Einen ersten Achtungserfolg feierte Weeger bei den deutschen Meisterschaften 2009, wo er trotz seiner 17 Jahre einen starken 15. Platz im 10-km-Freistil erreichte. Nach guten Leistungen im Alpencup wurde er schließlich 2011 für die Nordischen Junioren-Skiweltmeisterschaften in Otepää nominiert. Dort gelangen ihm seine bis dato größten Erfolge, als er mit seinem Sieg im 20-km-Skiathlon und dem zweiten Platz im 10-km-Freistil gleich zwei Mal Edelmetall erringen konnte. Im März 2014 wurde er deutscher Meister im Sprint.
Markus Weeger ist Mitglied des Sportförderkader B. 2011 wurde er vom DSV zum „Newcomer des Jahres“ ausgezeichnet.
Im April 2017 beendete er seine aktive Laufbahn als Leistungssportler.